# Wyspa Księcia Walii (Cieśnina Torresa)
Wyspa Księcia Walii (ang. Prince of Wales Island, w lokalnym języku Muralug) – wyspa w Cieśninie Torresa, położona u wybrzeża Australii, na zachód od przylądka Jork i należąca do australijskiego stanu Queensland. Jest to największa spośród wysp w grupie Wysp w Cieśninie Torresa, licząca 203 km² powierzchni. W 2016 roku zamieszkiwało ją 109 osób.
Wyspa jest pagórkowata i na znacznym obszarze zalesiona. Najwyższe wzniesienie ma wysokość 232 m n.p.m. Niewielka część wyspy nadaje się pod uprawę, brak tu też stałego źródła wody słodkiej.
W przeszłości ważny dla lokalnej gospodarki był eksport muszli perłowych. Zanik popytu w połowie XX wieku przyczynił się do emigracji wielu mieszkańców na kontynent.